# Kabinett Göring
Das Kabinett Göring bildete die Preußische Staatsregierung ab dem 11. April 1933.
| Amt                   | Name | Partei                     |
| --------------------- | --- | -------------------------- |
| Ministerpräsident     | Hermann Göring | NSDAP                      |
| Inneres               | Hermann Göring bis 1. Mai 1934 Wilhelm Frick bis 24. August 1943 Heinrich Himmler                                                                                  | NSDAP                      |
| Justiz                | Hanns Kerrl bis 16. Juni 1934 Franz Gürtner bis 4. Dezember 1934                                                                                                   | NSDAP parteilos            |
| Finanzen              | Johannes Popitz bis 7. September 1944 | parteilos                  |
| Wirtschaft und Arbeit | Alfred Hugenberg bis 30. Juni 1933 Kurt Schmitt bis 3. August 1934 Hjalmar Schacht bis 26. November 1937 Hermann Göring beauftragt Walther Funk ab 5. Februar 1938 | DNVP NSDAP parteilos NSDAP |
| Landwirtschaft        | Alfred Hugenberg bis 30. Juni 1933 Richard Walther Darré | DNVP NSDAP                 |
| Unterricht            | Bernhard Rust | NSDAP                      |
| ohne Geschäftsbereich | Hanns Kerrl 16. Juni 1934 bis 13. Dezember 1941 | NSDAP                      |